# Batalla de la tierra
La batalla de la tierra, iniciada en 1928 en Italia por Benito Mussolini, tenía como objetivo despejar las marismas y hacerlas adecuada para la agricultura, así como para recuperar tierras y reducir los riesgos para la salud.

## Objetivos
- Aumentar la cantidad de tierra disponible para la producción de cereales y ayudar a la batalla por el grano.
- Proporcionar más empleos, reducir el desempleo y estimular la demanda.
- Mejorar la salud mediante la reducción de la malaria, mejorando así los niveles de vida.
- Mostrar un gobierno dinámico en acción, impresionando a los extranjeros.
- Revivir la Italia rural alterando el patrón de los pequeños agricultores a expensas de las grandes propiedades.

## Acciones
- Se ampliaron los esquemas anteriores del gobierno de proporcionar dinero para drenar o regar tierras de cultivo (leyes aprobadas en 1923, 1928 y 1933).
- Las marismas pontinas, a solo 50 km de Roma y, por lo tanto, de fácil acceso para periodistas extranjeros, fueron la pieza maestra; en 1935 proporcionaron tierras para asentarse.
- Los pantanos fueron drenados para evitar la malaria y se creó una red de pequeñas granjas, propiedad de exmilitares.
- Se hizo que los propietarios privados cooperaran con los planes de drenaje y otros proyectos a través de la asociación de propietarios, que determinó las contribuciones.[1]
- La propaganda fascista hizo hincapié en la necesidad de revivir las zonas rurales y construir un campesinado fuerte. La propaganda generalmente retrataba a los campesinos como ciudadanos ideales con fuertes valores fascistas.
- Abolición del día y trabajo a corto plazo. Se negociaron contratos colectivos que aseguraron el empleo a largo plazo en la agricultura (esto alentó la reubicación al campo, particularmente en el sur).[2]

## Éxitos
- Se mejoró la salud pública.
- Proporcionó miles de empleos durante la depresión.
- Nuevas ciudades, Latina y Sabaudia, creadas como piezas de espectáculo.
- Entre los años 1928 y 1938, se recuperaron 80.000 hectáreas.

## Fallos
- Las 80.000 hectáreas recuperadas fueron solo una vigésima parte del reclamo de propaganda, que era una sexta parte de las tierras de Italia.
- Tres cuartos de la tierra recuperada estaba en el norte; el sur, que necesitaba más mejoras, fue descuidado en gran medida.
- Los propietarios de tierras del sur que no pudieron hacer contribuciones suficientemente grandes en términos de finanzas, existencias o empleo tuvieron sus tierras expropiadas, aunque rara vez.[2]
- El régimen fascista no logró nada en cuanto a la redistribución de la tierra, que, en cualquier caso, era inconsistente con el impulso central de la batalla por el grano de alto perfil.
- El esquema fue abandonado en 1940.

## Conclusiones
La batalla de la tierra fue, de nuevo, más propagandística que exitosa. La propaganda amplió las realidades de la cantidad de tierra reclamada, apenas 80.000 hectáreas en comparación con el reclamo de 1.600.000 hectáreas. Tuvo éxito en la mejora de la salud pública y tuvo un gran impacto en los trabajos, que no se debe subestimar dada la depresión. Sin embargo, la agricultura no fue especialmente impulsada: los beneficiarios fueron en gran medida los terratenientes que pudieron hacer las mayores contribuciones, y el pequeño número de familias campesinas se trasladó a las ciudades más destacadas. Sin embargo, no debe subestimarse su valor publicitario y su papel en el apoyo de la batalla del trigo.